# Llei de l'invers del quadrat

Les línies representen el flux que emana des de la font. El nombre total de línies de flux depèn de la intensitat de la font i és constant conforme la distància augmenta. Una densitat major de línies de flux (és a dir, línies per unitat d'àrea) significa que el camp és més fort. La densitat de línies de flux és inversament proporcional al quadrat de la distància des de la font perquè la superfície d'una esfera incrementa amb el quadrat del radi. Per tant, la intensitat del camp és inversament proporcional al quadrat de la distància des de la font.

En física, una llei de l'invers del quadrat és qualsevol llei física que postula que la intensitat d'una magnitud física és inversament proporcional al quadrat de la distància des de la font de dita magnitud. En altres paraules, la intensitat de radiació d'una font lluminos disminueix de manera inversament proporcional al quadrat de la seva distància respecte al focus lluminós. En forma d'equació:
{\displaystyle {\mbox{intensitat}}\ \propto \ {\frac {1}{{\mbox{distància}}^{2}}}\,}
La llei de Newton de la gravitació universal segueix una llei de l'invers del quadrat, i també ho fan diversos fenòmens elèctrics, magnètics, lluminosos, de la radiació, etc.

## Justificació
La llei de l'invers del quadrat s'aplica generalment quan alguna força, energia o una altra quantitat conservativa es radia cap enfora radialment en un espai tridimensional des d'un punt. Com que l'àrea superficial d'una esfera (4πr² ) és proporcional al quadrat del radi, quan la radiació emesa s'allunya de la font es reparteix en una àrea que incrementa en proporció al quadrat de la distància respecte a la font. Per tant, la intensitat de radiació que passa a través de qualsevol unitat d'àrea és inversament proporcional al quadrat de la distància des del punt font. La llei de Gauss s'aplica a la relació de l'invers del quadrat i, per tant, es pot utilitzar amb qualsevol magnitud física que segueixi aquesta darrera. Per tant, aquest fet ocorre quan la llum viatja en línia recta i els raigs que la formen divergeixen entre ells. Conseqüentment, els rajos s'aniran separant a mida que recorrin distància.